# Kuchnia singapurska

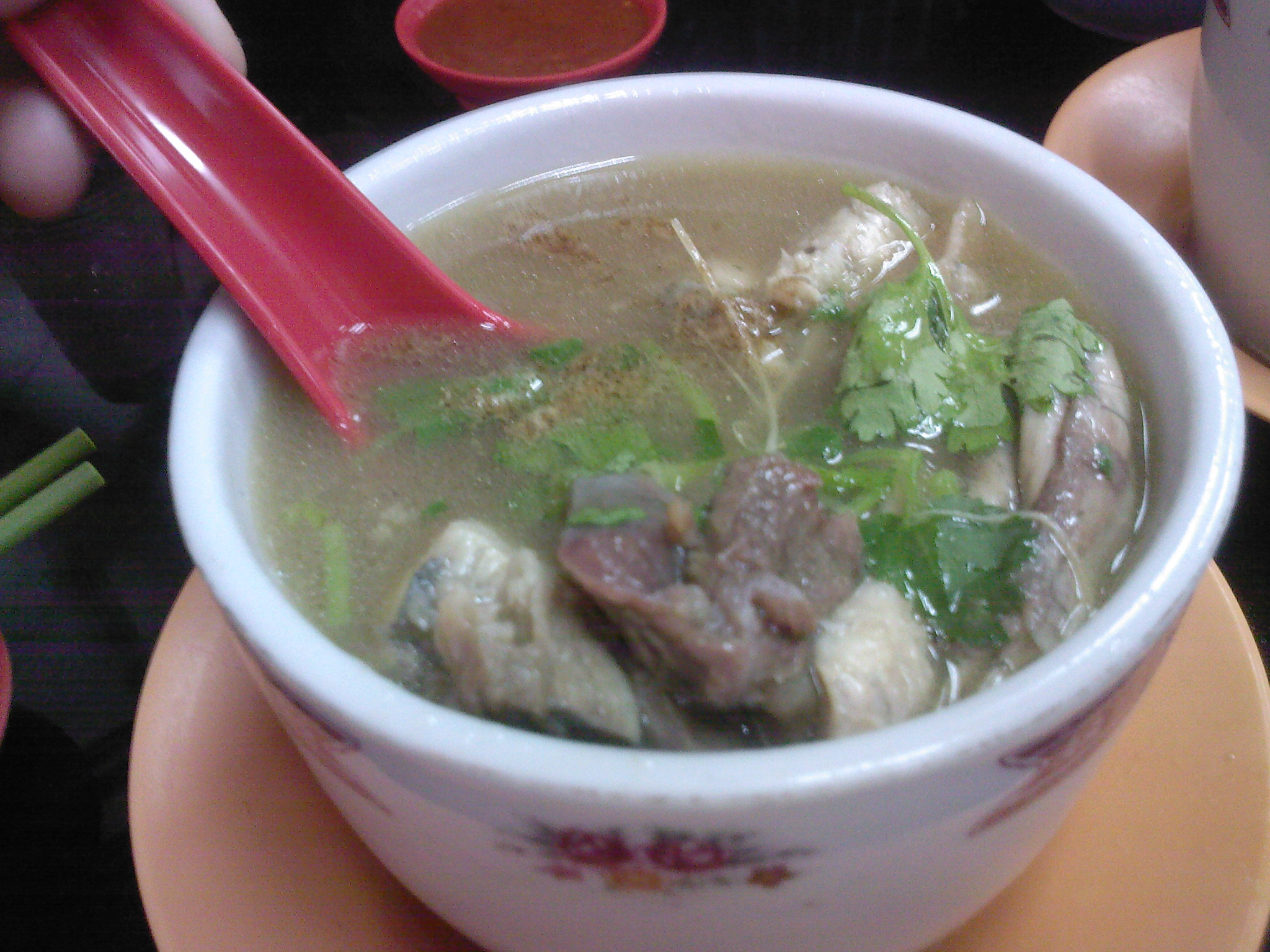
Singapurska zupa żółwiowa

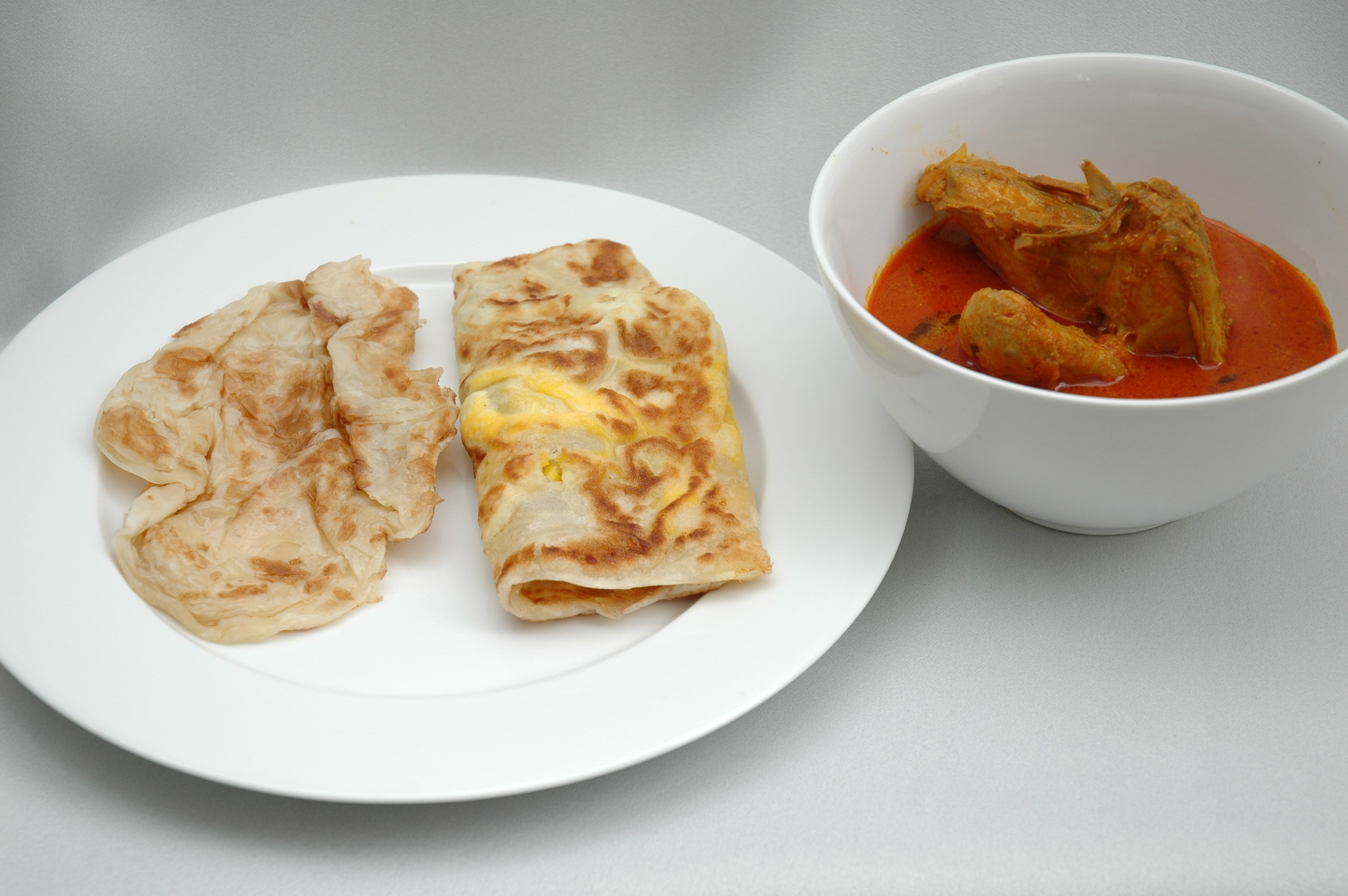
Roti pratha z curry

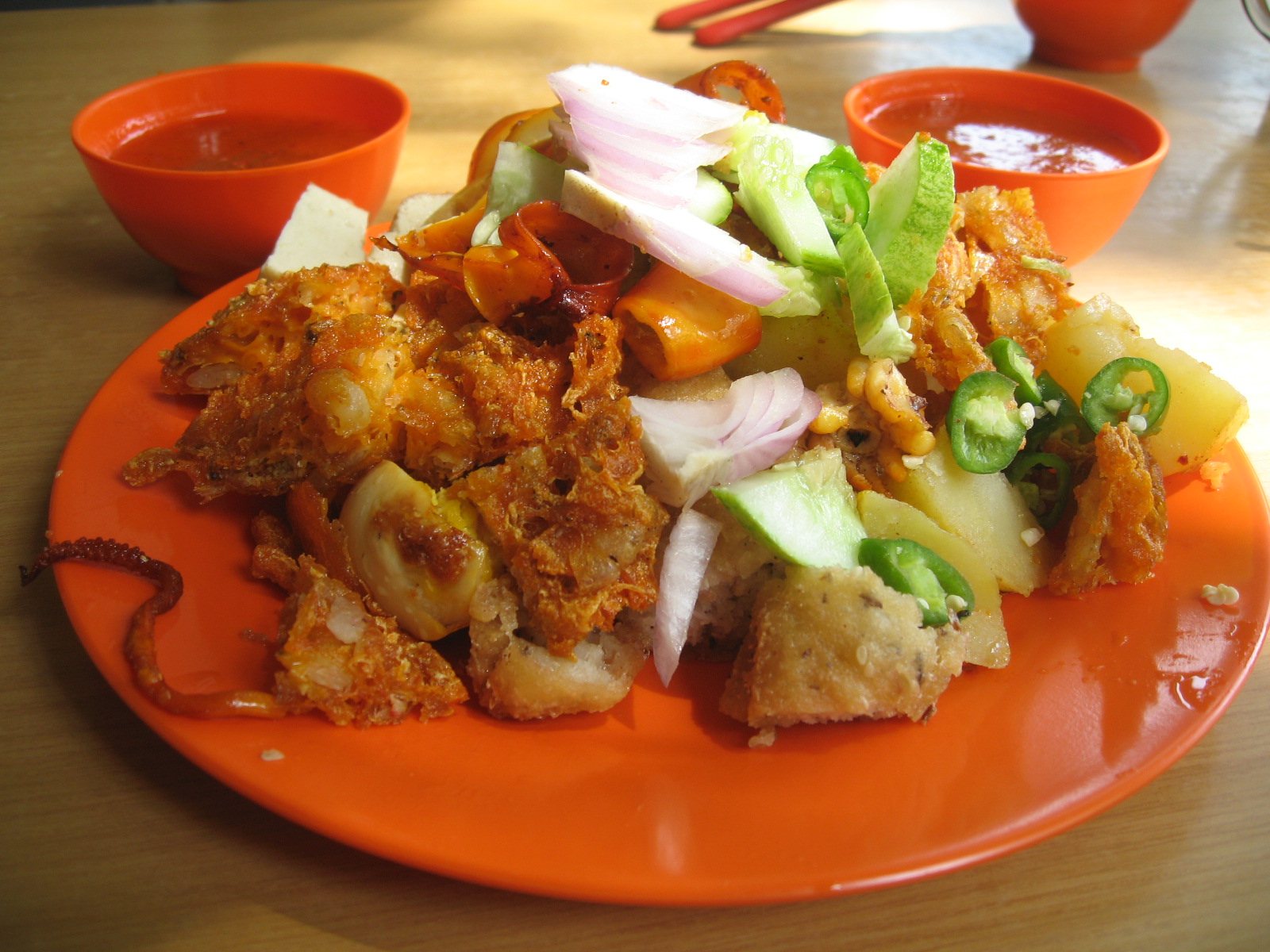
Indyjski rojak

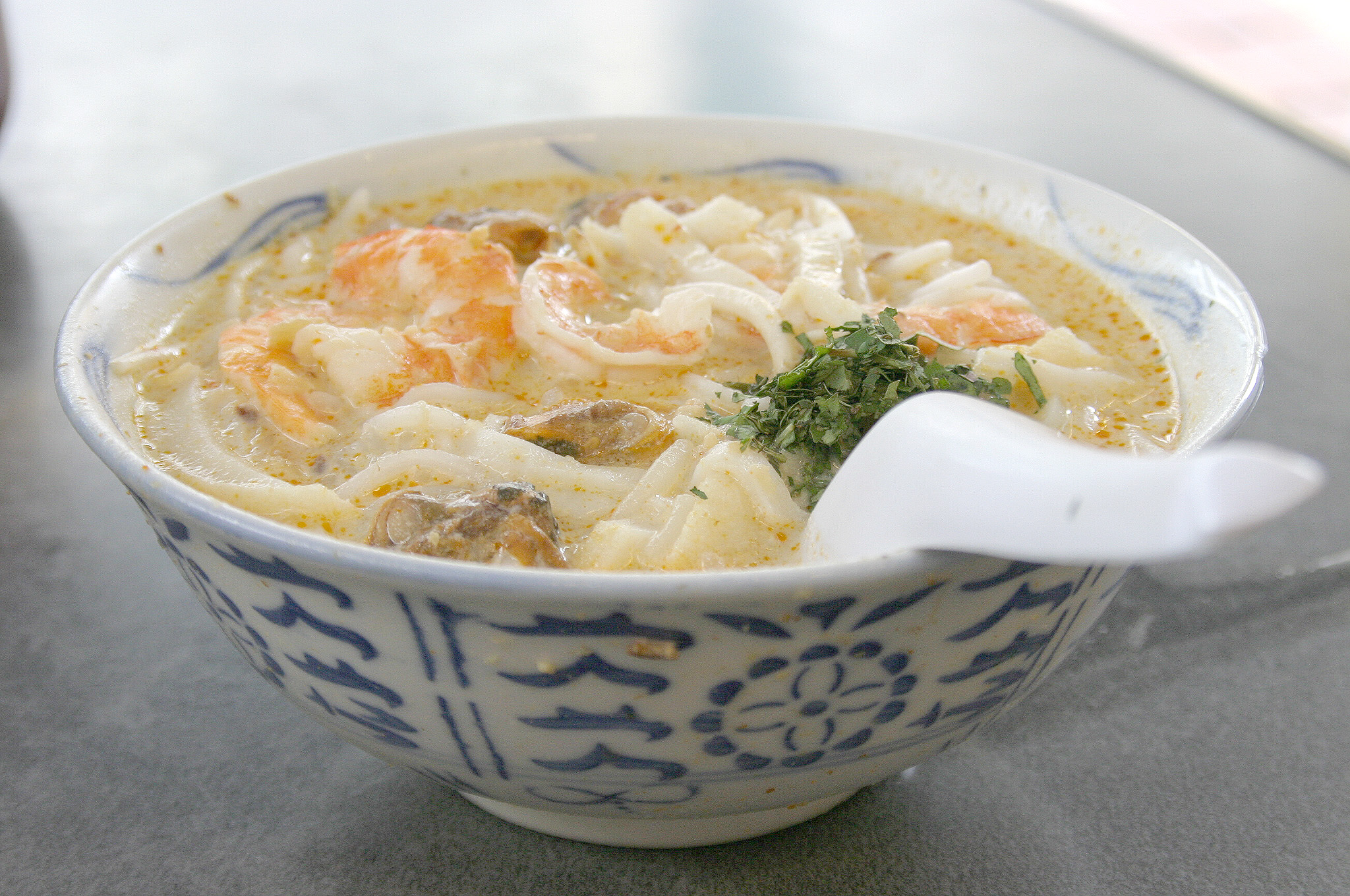
Laksa

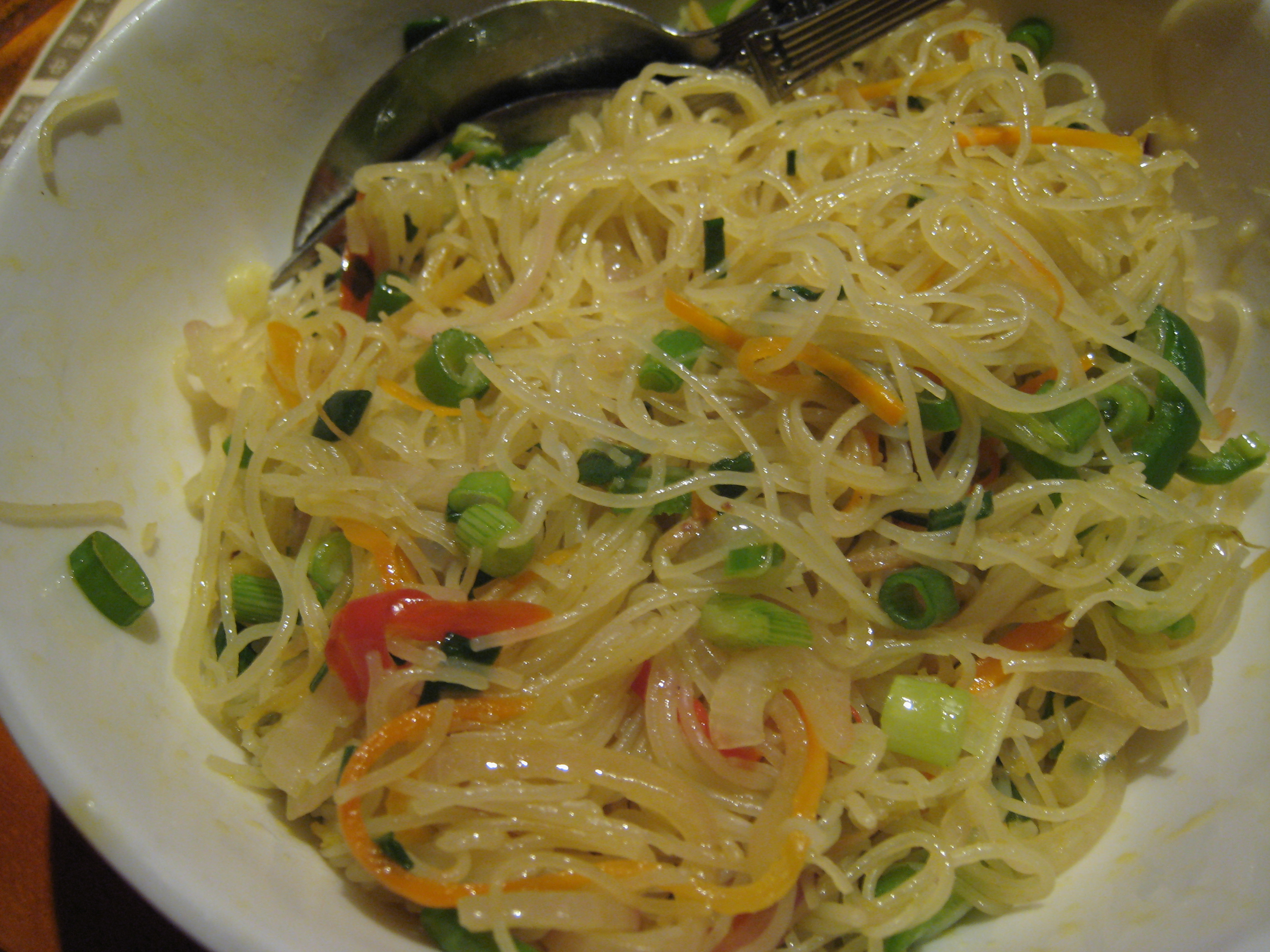
Makaron w stylu singapurskim

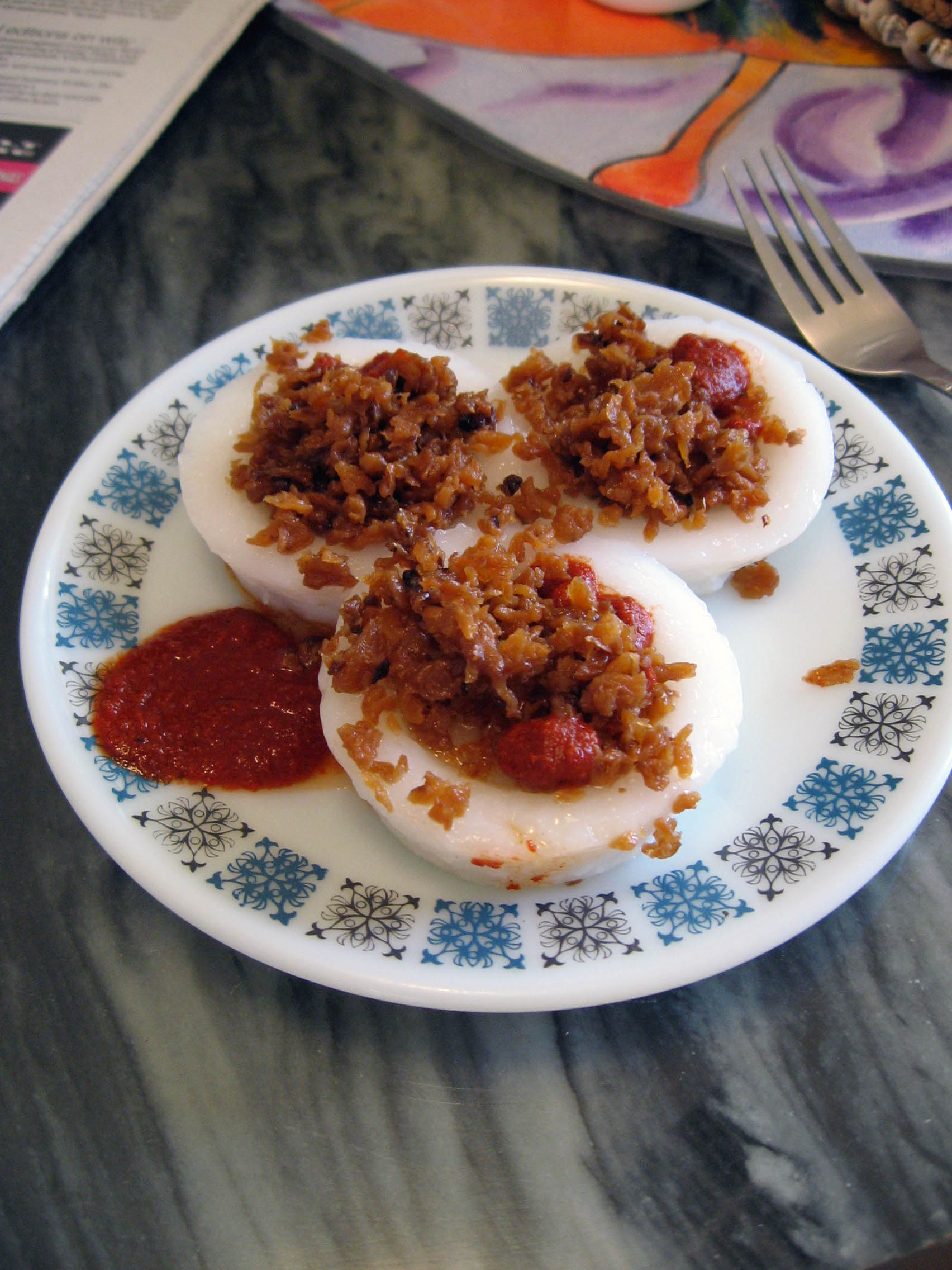
Chwee kueh – popularne danie śniadaniowe

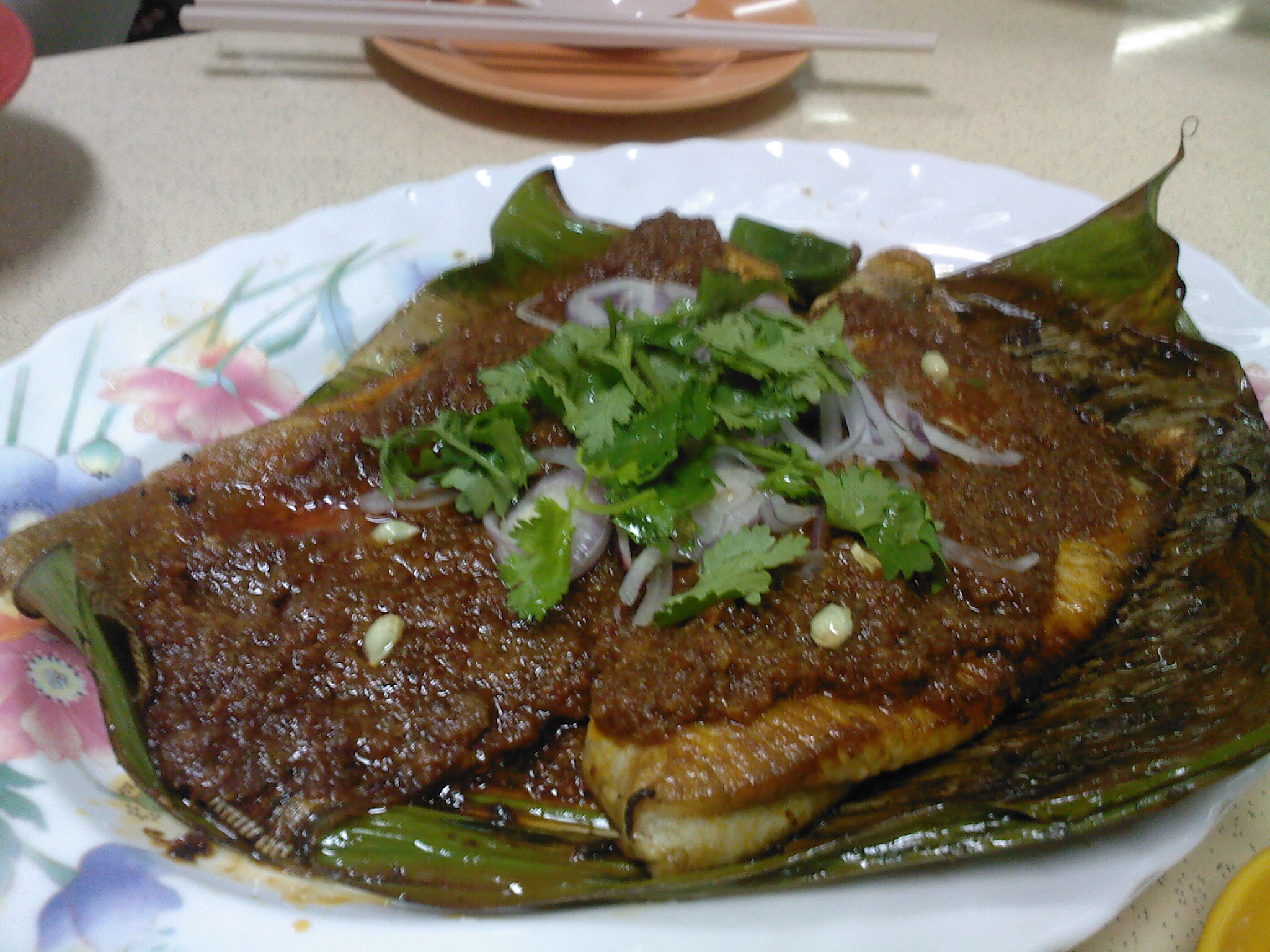
Ogończa z grilla

Kuchnia singapurska – ogół tradycji kulinarnych różnych grup etnicznych zamieszkujących Singapur, zwłaszcza Chińczyków, Malajów i Hindusów. Tradycje te, oddziałując wzajemnie na siebie, doprowadziły do wytworzenia odrębnej kuchni singapurskiej, nie zatracając przy tym kulinarnych różnic etnicznych, związanych również z zakazami religijnymi (muzułmańscy Malajowie nie spożywają wieprzowiny, a hinduiści wołowiny).

## Typowe potrawy singapurskie

### Kuchnia chińska
Wiele potraw przywiezionych przez wczesnych imigrantów chińskich zostało przystosowanych do wykorzystania lokalnie dostępnych składników i z tego względu nie mogą być uważane za kuchnię chińską głównego nurtu. Nazwy potraw często pochodzą z poszczególnych dialektów chińskich.
- Bak kut teh (język chiński: 肉骨茶; pinyin: ròu gǔ chá) – zupa na żeberkach wieprzowych
- Bak Chang – pierożki ryżowe, popularne danie tzw. kuchni Nyonya
- Bak chor mee (肉脞面 roù cuò miàn) – makaron z mięsem
- Chee cheong fun (猪肠粉 zhū cháng fěn) – bułki ryżowe nadziewane mięsem lub warzywami
- Chok (粥 zhōu) – kantoński kleik ryżowy w różnych wersjach smakowych, podawany z ikan bilis i jajkiem
- Chwee kway zhui kueh (水粿 shuǐ guǒ) – gotowane na parze kulki ryżowe, podawane z marynowaną rzodkwią, popularne śniadanie
- Char png (炒饭 chǎo fàn) – ryż smażony z różnymi dodatkami
- Hainanese chicken rice (海南鸡饭 hǎi nán jī fàn) – kurczak gotowany na parze, podawany z ryżem. Potrawa wbrew nazwie nie istnieje na Hajnanie, została stworzona w Singapurze przez imigrantów z tej wyspy
- Hae mee (虾面 xiā miàn) – żółty makaron jajeczny w rosole z krewetek i żeberek wieprzowych
- Har Cheong Gai – skrzydełka kurze w cieście z pastą krewetkową (belacan)
- Hokkien mee (福建炒虾面 fú jiàn chǎo xiā miàn) – makaron ryżowy i jajeczny smażony z krewetkami i kalmarami
- Kaya toast – typowe śniadanie singapurskie: dżem kokosowo-jajeczny (kaya) smarowany na toście, podawany z kawą
- Kuay chap (粿汁 guǒ zhī) – danie czaoszańskie, gęsta zupa z mięsem i makaronem

### Kuchnia malajsko-indonezyjska
Dania kuchni malajskiej zostały przystosowane do lokalnych gustów i różnią się od pierwowzorów z Malezji lub Indonezji. Podobnie jak tam stosuje się często mleczko kokosowe, ale zaadaptowano m.in. chińskie składniki np. tofu.
- Acar – marynowane warzywa
- Agar-agar – galaretka sporządzana z alg morskich
- Ayam percik – grillowany kurczak w słodko-pikantnej marynacie
- Asam Pedas – owoce morza i jarzyny gotowane w sosie z tamaryndy, mleczka kokosowego i przypraw
- Bakso – klopsy podawane z makaronem
- Belacan – pasta krewetkowa
- Epok-epok – ang. curry puff, ciasto nadziewane mięsem i warzywami
- Gado-Gado – tradycyjna sałatka indonezyjska
- Pisang goreng – smażone banany w cieście
- Gulai Daun Ubi – liście batatów duszone w mleczku kokosowym

### Kuchnia indyjska
Kuchnia różnych regionów Indii, lecz dominuje kuchnia tamilska.
- Appom – naleśniki ze sfermentowanego ryżu
- Curry – gulasz warzywny lub mięsny
- Murtabak –  odmiana roti prata z mielonym mięsem
- Thosai – naleśnik z mąki ryżowej i soczewicy z dodatkami
- Vadai – pikantne przekąski z soczewicy
- Pappadom – chrupkie pikantne naleśniczki
- Biryani – mocno przyprawiony ryż duszony wraz z mięsem, rybą lub warzywami
- Tandoori – mięso w marynacie z jogurtu i przypraw, pieczone w specjalnym piecu
- Roti prata – lokalna wersja indyjskiej parathy, podawana na śniadanie i kolację z różnymi dodatkami, nawet czekoladą czy lodami

### Potrawy hybrydowe
Najbardziej ceniona jest tzw. kuchnia Nyonya – potrawy chińskie przyprawiane na sposób malajski.
- Katong laksa – makaron ryżowy z gęstym sosem na bazie mleka kokosowego, z dodatkiem owoców morza
- Fish head curry – curry z głów rybich
- Mee Goreng – smażony makaron jajeczny z dodatkami
- Kueh Pie Tee – cienkie, chrupkie ciasto, nadziewane krewetkami i warzywami na słodko-pikantno
- Tutu Kueh – ciastka kokosowe z mąki ryżowej
- Satay bee hoon – cienki makaron podawany z pikantnym sosem z orzeszków ziemnych
- Tauhu goreng – smażone tofu w słodkim sosie
- Kari Lemak Ayam – curry z kurczaka na bazie mleczka kokosowego (kuchnia Nyonya)
- Kari Debal curry portugalsko-peranakanskie
- Ayam Buah Keluak – kurczak duszony z przyprawami i orzeszkami